# Kevin Moore
Kevin Moore (Long Island, 26 maggio 1967) è un tastierista, cantante, compositore e produttore statunitense, noto soprattutto per essere stato il primo tastierista del gruppo musicale progressive metal Dream Theater, in cui ha militato dal 1986 al 1995, prima di intraprendere, inaspettatamente, un'originale carriera da solista. È anche cofondatore del supergruppo rock progressivo OSI.

## Biografia

### Primi anni
Kevin Moore nasce a Long Island nello stato di New York e comincia la sua carriera musicale al Kings Park di Long Island studiando piano dall'età di 6 anni e componendo canzoni dall'età di 12 anni. Dopo il diploma di scuola superiore nel 1985, Moore si iscrive alla SUNY Fredonia dove studia musica classica prima di tornare a casa e formare con gli amici di infanzia John Petrucci e John Myung i Majesty, gruppo che più tardi cambiò nome in Dream Theater.

### Dream Theater
Moore conosceva sin da giovane John Petrucci e John Myung e, avendo già suonato assieme a loro ai tempi del liceo, al suo ritorno dalla SUNY Fredonia venne reclutato per suonare nei Majesty, gruppo formato dai due amici durante il loro soggiorno di studi a Berklee assieme al cantante Chris Collins e al batterista Mike Portnoy. La formazione registrò e pubblicò il demo omonimo nel 1986.
Poco tempo dopo, Collins abbandonò il gruppo e il suo posto fu preso da Charlie Dominici, con il quale venne registrato il primo album in studio When Dream and Day Unite. Già dall'esordio fu subito evidente l'eccezionale abilità strumentale e compositiva della band, nella quale spiccava l'eleganza stilistica, compositiva e lirica di Moore. Seguì un tour dopo il quale Dominici ruppe con gli altri componenti del gruppo, che trovò nel canadese James LaBrie un validissimo sostituto. In due anni di lavoro la band pubblicò il secondo album Images and Words, nel quale Moore si mise in luce con assoli di straordinario gusto e tecnica, bilanciati d'altra parte da struggenti melodie di pianoforte (Wait for Sleep, Surrounded) e delicati tappeti sonori. All'uscita dell'album seguì un lungo tour mondiale e l'album dal vivo Live at the Marquee. È durante questa lunga esperienza che i Dream Theater scrivono il materiale per Awake, album che vide la luce nel 1994 in concomitanza con l'abbandono di Moore, il quale maturò in quell'ultimo periodo interessi musicalmente distanti dal sound e dalle coordinate stilistiche del gruppo.
L'uscita dalla band di Kevin Moore è stata per anni oggetto d'interesse per i fan. In alcune interviste John Petrucci e soci hanno dichiarato che la motivazione principale era determinata da divergenze musicali, tant'è che lo stesso Petrucci ha raccontato che Moore componeva, durante le registrazioni di Awake, materiale molto diverso dal classico stile Dream Theater. Moore ha affermato di aver iniziato a trovare noioso lavorare nel gruppo ed è questo il motivo  per cui decise di lasciare.
Il brano Space-Dye Vest, traccia conclusiva di Awake, mostra il primo passo verso il nuovo sentiero musicale intrapreso dal tastierista.

### Chroma Key e OSI
Lasciati i Dream Theater per un crescente bisogno di operare in ambito solista, Moore si trasferì in Nuovo Messico a Santa Fe previo un lungo viaggio nel quale matura le esperienze che lo conducono a Dead Air for Radios, prima pubblicazione del suo progetto solista Chroma Key nel 1998. In continuo movimento Moore si trasferisce prima a Los Angeles, dove produce nel 2000 You Go Now, per poi abbandonare la città e trasferirsi in Costa Rica dove vivrà per tre anni. Sistematosi, inizia a scrivere e registrare idee per il terzo disco dei Chroma Key mentre conduce bisettimanalmente una trasmissione radio di matrice attivista per la stazione ad onde corte Radio for Peace International con sede a San Jose. Queste trasmissioni costituiranno una raccolta di musica composta per la trasmissione e frammenti di dialoghi, Memory Hole, disponibile esclusivamente per il download digitale.
Al periodo risale inoltre la non chiusa parentesi OSI, Office of Strategic Influence, ambizioso concept album frutto di Moore, Jim Matheos dei Fates Warning (con cui peraltro Moore aveva già collaborato più di una volta come tastierista per A Pleasant Shade of Grey e Disconnected) e Mike Portnoy, ex-collega nei Dream Theater.
Un collaboratore del programma radio di Kevin, Theron Patterson, invita Moore a raggiungerlo nella città di Istanbul. Poco dopo Kevin si sposta e inizia a produrre nuovo materiale per la trasmissione radiofonica turca Music Lab. In Turchia, Moore, riceve inoltre la prima commissione come scrittore di musica per il film horror Okul. Il risultato, Ghost Book, è uscito nel 2004 attraverso la Inside Out Music; ispirato da quest'ultimo lavoro ha inoltre realizzato Graveyard Mountain Home con i Chroma Key.
Nell'aprile 2006 Moore ha proseguito gli OSI con un seguito, Free, dopo essersi spostato prima a Montréal per poi ritornare a Istanbul, e ha espresso la volontà di portare i Chroma Key e gli OSI in tour. Nel dicembre dello stesso anno ha deciso di produrre la colonna sonora per un altro film turco horror Küçük Kiyamet, che narra la storia di una famiglia che decide di affittare una casa per le vacanze lungo la spiaggia.
Il 23 marzo 2007 ha tenuto un concerto a Istanbul dove ha proposto brani sia dal repertorio dei Chroma Key (in particolare dall'album Graveyard Mountain Home) che degli OSI. Lo spettacolo, più che altro una prova, non è stata pubblicizzata e in 100 hanno potuto prendere parte all'esibizione. Tutto il concerto è stato accompagnato da materiale video; in particolare le canzoni di Graveyard Mountain Home erano accompagnate dal rispettivo spezzone del film. Nello stesso mese Moore è diventato il produttore del gruppo turco industrial rock Makine. Nel 2012 è uscito il quarto album degli OSI, Fire Make Thunder.

### Anni 2010
Nel 2017 Moore ha ripreso in mano il progetto Chroma Key rendendo disponibile i brani Mission, Bonewalk e 4-tracks attraverso Patreon. Dopo aver frequentato la Des Moines University College of Osteopathic Medicine e ultimato gli studi psichiatrici presso il Garnet Health Medical Center di New York, nel luglio 2020 Moore diventa ufficialmente uno psichiatra presso il Trinity Health Hospital di Minot in Dakota del Nord.

## Discografia

### Da solista
- 1995 – Music Meant to Be Heard
- 1999 – This Is a Recording
- 2004 – Memory Hole 1
- 2004 – Ghost Book
- 2010 – Shine

### Con i Dream Theater
- 1989 – When Dream and Day Unite
- 1992 – Images and Words
- 1993 – Live at the Marquee
- 1993 – Images and Words: Live in Tokyo
- 1994 – Awake

### Con i Chroma Key
- 1998 – Dead Air for Radios
- 2000 – You Go Now
- 2004 – Graveyard Mountain Home

### Con gli OSI
- 2003 – Office of Strategic Influence
- 2006 – Free
- 2006 – Re:Free (EP)
- 2009 – Blood
- 2012 – Fire Make Thunder

### Collaborazioni
- Con i Fates Warning
  - 1989 – Perfect Symmetry
  - 1997 – A Pleasant Shade of Gray
  - 2000 – Disconnected
  - 2013 – Darkness in a Different Light
- Con gli On
  - 2002 – Make Believe
- Con Alberto Rigoni
  - 2002 – Three Wise Monkeys
- Con Amadeus Awad
  - 2002 – The Book of Gates
- Con i Makine
  - 2007 – Makine
- Con Steve Tushare
  - 2008 – Oscillate
- Con gli In Progress
  - 2012 – Nort Atlantic Echoes

## Videografia

### Con i Dream Theater
- 1993 – Images and Words: Live in Tokyo

### Con i Fates Warning
- 2004 – Live in Athens